# Syndrome de Boerhaave
Pour les articles homonymes, voir Boerhaave.
 Mise en garde médicale
Le syndrome de Boerhaave correspond à une rupture de la paroi œsophagienne dans le cadre de vomissements excessifs (barotraumatisme), sur œsophage sain. 
Ce syndrome a été décrit pour la première fois par Herman Boerhaave en 1724, à la suite du décès du baron Jan Gerrit van Wassenaer.
La World Society of Emergency Surgery a publié une mise au point en mai 2019 sur le diagnostic et la prise en charge de cette affection .

## Épidémiologie
Le syndrome de Boerhaave représente 15 % des causes de perforation de l'œsophage, 2e cause après les perforations iatrogènes.
La zone perforée siège le plus souvent (90 % des cas) sur le bas œsophage, classiquement sur son bord gauche.

## Diagnostic
Le diagnostic du syndrome de Boerhaave repose sur :
- un contexte clinique évocateur : douleur thoracique ou abdominale survenant dans les suites d'efforts de vomissement ;
- le scanner thoraco-abdominal avec opacification digestive pouvant montrer des signes directs (fuite du produit de contraste ingéré au niveau de la perforation) et indirects (pneumomédiastin, emphysème sous-cutané, pleurésie gauche, pneumopéritoine), et écarter les diagnostics différentiels : dissection aortique, pancréatite aiguë, volvulus gastrique…
- l'endoscopie digestive haute, autrefois discutée dans la prise en charge diagnostique des perforations de l'œsophage car pouvant aggraver la perforation en augmentant la pression intraluminale, est indispensable pour localiser la perforation, et surtout évaluer l'état de l'œsophage, sain ou pathologique, dont va dépendre le traitement.

## Pronostic
Le pronostic du syndrome de Boerhaave est sombre. La mortalité est de 100 % en l'absence de traitement, et s'étend entre 10 et 50 % dans les séries de patients traités. Il dépend du terrain et de la vitesse de prise en charge, du fait d'une aggravation souvent rapide de l'état septique (médiastinite avec choc septique).
Les modalités du traitement chirurgical dépendent de l'état local qui évolue avec le temps (nécrose avec délabrement des berges de la perforation pouvant nécessiter une œsophagectomie).
Le taux de mortalité double si le délai thérapeutique est supérieur à 24 h.
Cela impose de savoir évoquer le diagnostic rapidement, le confirmer par des examens complémentaires, et proposer un traitement adapté, au mieux dans une équipe médico-chirurgicale spécialisée.

## Traitement
Du fait de sa rareté, il n'existe pas de consensus dans la prise en charge thérapeutique du syndrome de Boerhaave, les séries étant rétrospectives et donc non randomisées.
Le traitement est une urgence médico-chirurgicale. Il associe le traitement du sepsis, celui de la perforation (endoscopique ou chirurgical) et le drainage des collections (per-cutané ou chirurgical) :  
- le traitement médical du sepsis, associe antibiothérapie large spectre et thérapie antifongique, à d'éventuelles mesures de réanimationselon l'état clinique du patient : ventilation, amines vasopressives, dialyse, etc. La nutrition parentérale ou au mieux entérale précoce est indispensable.
- Le traitement endoscopique consiste en la pose d'endoprothèse œsophagienne ou d'un système de mousse aspirative de type EndoVAC, qui ont donné de bons résultats dans des cas très sélectionnés peu symptomatiques, à condition bien-sûr de disposer du matériel nécessaire, et d'y associer un drainage per-cutanée des collections pleurales et/ou médiastinales. La bonne selection des cas est indispensable car une mauvaise indication ou une mauvaise réalisation peuvent retarder la prise en charge chirurgicale et aggraver le pronostic[7].
- le traitement chirurgical associant drainage médiastinal, pleural ou abdominal, au traitement de la perforation. La chirurgie par laparotomie voire thoracotomie permet d'associer une suture œsophagienne en deux plans, muqueux et musculaire après débridement des berges de la perforation. Cette suture est au mieux couverte par une épiplooplastie, un lambeau musculaire intercostal ou phrénique, pleural ou une fundoplicature. S'y associent l'ouverture transhiatale des plèvres, un drainage thoracique percutané bilatéral, un drainage médiastinal transhiatal, la pose d'une gastrostomie de décharge et d'une jéjunostomie d'alimentation. Le maintien d'une sonde nasogastrique post-opératoire n'est pas indispensable en présence d'une gastrostomie de décharge. Si l'œsophage est pathologique (tumeur, achalasie), un traitement par exclusion voire résection œsophagienne est nécessaire du fait du risque important de défaut de cicatrisation d'une suture simple dans ce cas.
- Les suites post-opératoires doivent associer une nutrition entérale précoce, au traitement médical anti-infectieux et une surveillance en soins intensifs ou réanimation. En fonction de l'évolution clinique, l'alimentation orale pourra être réintroduite autour du 10e jour post-opératoire après contrôle de l'absence de fistule œsophagienne par un scanner avec opacification digestive.